# حندقوق طبي
غصن البان، الحندوق، الحندوق البستاني أو الحندقوق الطبي أو إكليل الملك  أو حندقوق حقلي أو حَنْتَم أو العَنُوص أو العتفقان أو النّفَل أو حندقوق جعلي (الاسم العلمي: Melilotus officinalis) هو نوع نباتي يتبع جنس الحندقوق من الفصيلة البقولية.
ينمو بريًّا في أوروبا وآسيا والولايات المتحدة، ويستخدم بكثرة كعلف حيواني.

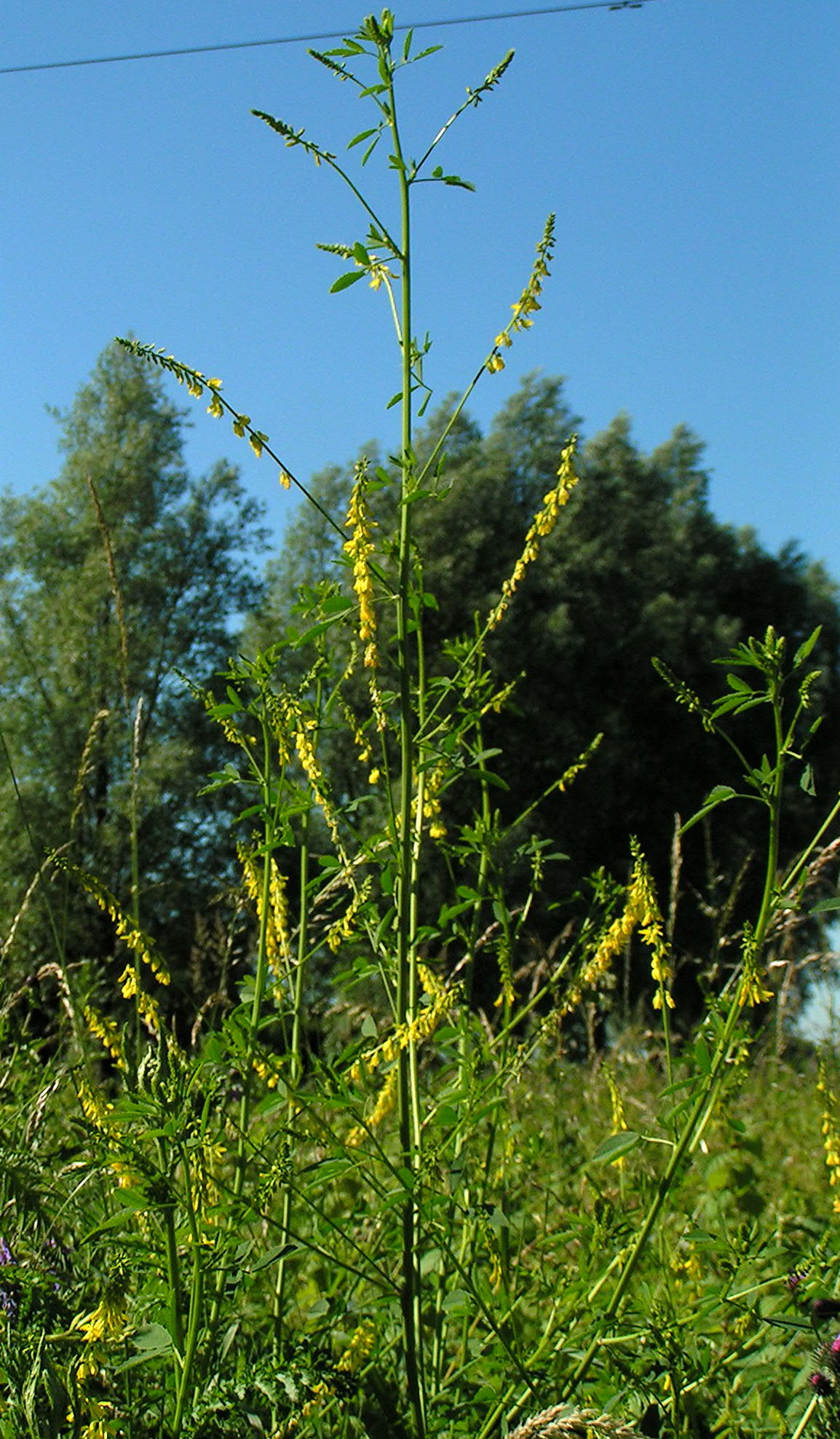
الحندقوق

## الاستخدامات الطبية
كان هذا العشب قديماً يستخدم في علاج عدد من الحالات لمفعوله كطارد للريح وللبلغم، ومضاد لتجلط الدم، وكمضاد حيوي. وشراب الحندقوق يساعد على الهضم، وأزهار الحندقوق تجذب النحل، ولكنها تطرد حشرة العثة.
استخدم الحندقوق كمسحوق، ويمكن أكل أوراقه مثل الخضراوات، ولكنها مرة إلى حد ما، ويذكر «بروسبيرو» أن الحندقوق عشب مدفئ، ويستخدم ضمن مكونات أخرى في عمل كمادات لمعالجة الحميات، كما أن بذوره تضاف إلى شراب أساسي؛ فتخفف الألم، وفي بردية «طبية قبطية» ذكر الحندقوق كمكون لأحد الأدوية المستخدمة في علاج الخصيتين المريضتين.